# Rossell y Rius
Rossell y Rius ist eine Ortschaft im Zentrum Uruguays.

## Geographie
Sie befindet sich im zentral östlichen Teil des Departamento Durazno in dessen Sektor 10. Etwa 20 Kilometer südsüdöstlich liegt Sarandí del Yí, während die nächstgelegenen Orte im Norden Blanquillo und Aguas Buenas sind. Südöstlich von Rossell y Rius entspringt der Arroyo del Tala.

## Einwohner
Rossell y Rius hatte bei der Volkszählung im Jahr 2011 72 Einwohner, davon 36 männliche und 36 weibliche.
| Jahr | Einwohner |
| ---- | --------- |
| 1963 | 175       |
| 1975 | 130       |
| 1985 | 92        |
| 1996 | 80        |
| 2004 | 59        |
| 2011 | 72        |

Quelle: Instituto Nacional de Estadística de Uruguay